# Dardilly
Dardilly là một xã thuộc tỉnh Rhône trong vùng Rhône-Alpes phía đông nước Pháp. Xã này nằm ở khu vực có độ cao trung bình 348 mét trên mực nước biển.
Các xã giáp ranh:
- Champagne-au-Mont-d'Or
- Charbonnières-les-Bains
- Dommartin
- Ecully
- Limonest
- Lissieu
- La Tour-de-Salvagny

## Dân số
| 1962                                      | 1968 | 1975 | 1982 | 1990 | 1999 | 2006 |
| ----------------------------------------- | ---- | ---- | ---- | ---- | ---- | ---- |
| 1731                                      | 2010 | 2743 | 4668 | 6688 | 7589 | 9149 |
| Tính từ năm 1962: Dân số không tính trùng |      |      |      |      |      |      |

## Kết nghĩa
- Bản mẫu:Towntwin, Baden-Württemberg
- Bản mẫu:Towntwin,
- Bản mẫu:Towntwin